# Trichodesmium

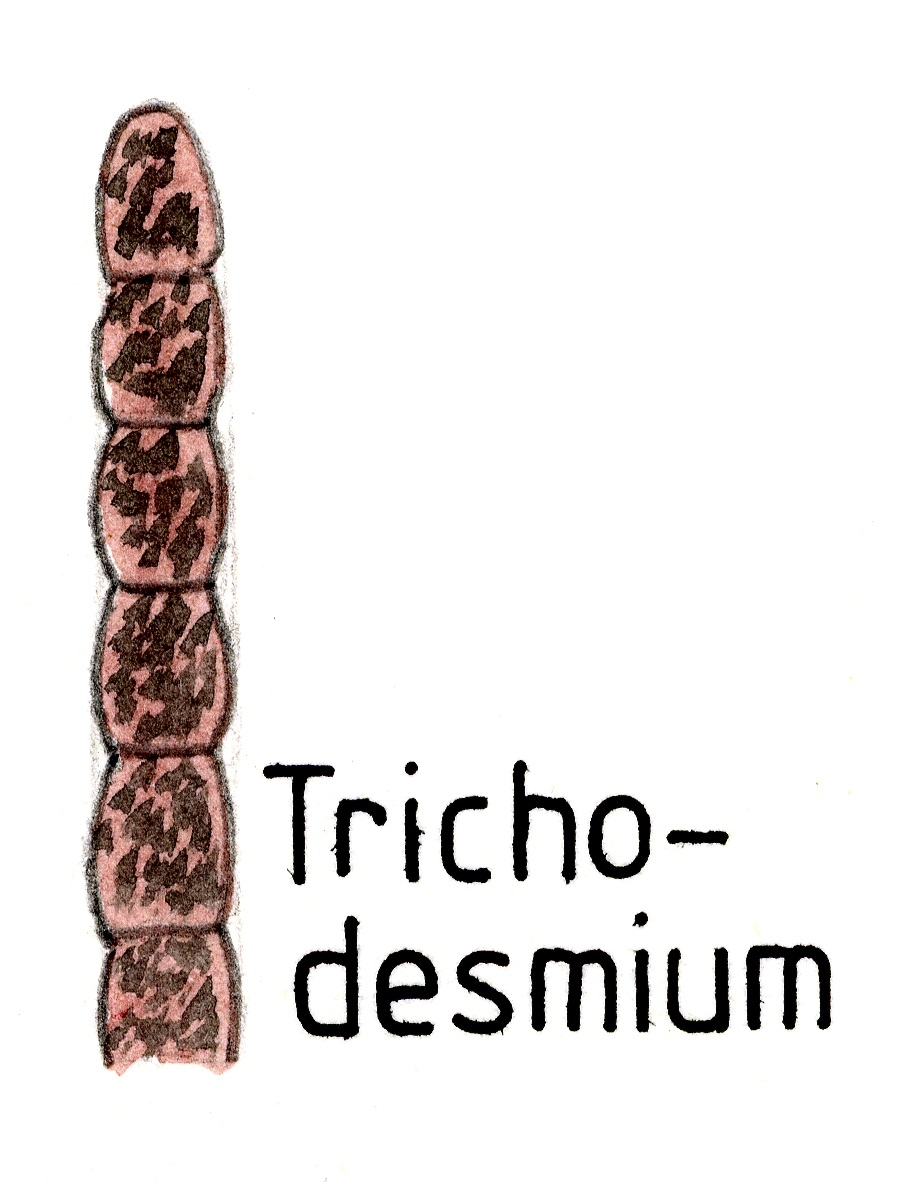
Ilustración

Trichodesmium, también llamado serrín marino, es un género de cianobacterias filamentosas . Se encuentran en aguas oceánicas tropicales y subtropicales de pocos nutrientes (particularmente alrededor de Australia y en el Mar Rojo, donde fueron descritos por primera vez por el Capitán Cook ). Trichodesmium es un diazótrofo ; es decir, fija el nitrógeno atmosférico en amonio, un nutriente utilizado por otros organismos. Se cree que Trichodesmium fija nitrógeno a tal escala que representa casi la mitad de la fijación de nitrógeno en los sistemas marinos a nivel mundial. Trichodesmium es el único diazótrofo conocido capaz de fijar nitrógeno a la luz del día en condiciones aeróbicas sin el uso de heterocistos.
Trichodesmium puede vivir como filamentos individuales, con decenas a cientos de células unidas, o en colonias que consisten en decenas a cientos de filamentos agrupados. Estas colonias son visibles a simple vista y, a veces, forman floraciones, capas que pueden ser extensas en las aguas superficiales. Estas grandes floraciones llevaron al reconocimiento generalizado como "serrín/paja de mar"; de hecho, el Mar Rojo obtiene la mayor parte de su coloración homónima del pigmento correspondiente en Trichodesmium erythraeum . Las colonias de Trichodesmium proporcionan un sustrato pseudobentónico para muchos organismos oceánicos pequeños, incluidas bacterias, diatomeas, dinoflagelados, protozoos y copépodos (que son su principal depredador); de esta manera, el género puede soportar microambientes complejos.

## Especies
Trichodesmium erythraeum – descrito por Ehrenberg en 1830. T. erythraeum es la especie responsable de la decoloración del Mar Rojo durante las floraciones. Este es el único genoma secuenciado del género hasta el momento y es el foco de la mayoría de los estudios de laboratorio ( Trichodesmium IMS 101).
Trichodesmium thiebautii – Descrito por Gomont en 1892.
Trichodesmium hildebrantii – Descrito por Gomont en 1892.
Trichodesmium contortum – Descrito por Wille en 1904.
Trichodesmium tenue - Descrito por Wille en 1904.
Trichodesmium radianes : descrito por Wille en 1904.

## Estructura celular
Como la mayoría de las cianobacterias, Trichodesmium tiene una pared celular gram negativa. Sin embargo, a diferencia de otros diazótrofos aeróbicos, los heterocistos (estructuras que se encuentran en las cianobacterias que protegen a la nitrogenasa de la oxigenación) carecen de Trichodesmium . Esta es una característica única entre los diazótrofos aeróbicos que fijan nitrógeno a la luz del día. La fotosíntesis ocurre usando ficoeritrina, una ficobiliproteína captadora de luz que normalmente se encuentra dentro de los heterocistos en otros diazótrofos.
En lugar de tener pilas localizadas de tilacoides, Trichodesmium tiene tilacoides desapilados que se encuentran en toda la célula. Trichodesmium está compuesto por un gran número de vacuolas y el contenido y tamaño de estas muestra variaciones diurnas. Las vesículas de gas grandes (ya sea a lo largo de la periferia como se ve en T. erythaeum o se encuentran distribuidas por toda la célula como se ve en T. thiebautii ) permiten que Trichodesmium regule la flotabilidad en la columna de agua. Estas vesículas de gas pueden soportar altas presiones, presumiblemente hasta 100-200 m en la columna de agua, lo que permite que Trichodesmium se mueva verticalmente a través de la columna de agua para recolectar nutrientes.

## Fijación de nitrógeno
El nitrógeno atmosférico se encuentra en forma de dinitrógeno (N2), siendo el gas más abundante de la atmósfera. Sin embargo, el dinitrógeno no se puede utilizar en muchos de los procesos biológicos (no está disponible para la mayor parte de los organismos). La fijación de nitrógeno es el proceso de convertir el nitrógeno atmosférico en formas biológicamente utilizables de nitrógeno como el amonio y los óxidos de nitrógeno . Este proceso requiere una cantidad sustancial de energía (en forma de ATP ) para romper el triple enlace entre los átomos de nitrógeno.
Trichodesmium es el principal diazótrofo en los sistemas pelágicos marinos y es una fuente importante de nitrógeno "nuevo" en las aguas pobres en nutrientes en las que habita. Se ha estimado que el aporte global de fijación de nitrógeno por Trichodesmium es de aproximadamente 60-80 Tg (megatoneladas o 10 12 gramos) de N por año.
Estudios recientes revelaron que la actividad del fotosistema II es esencial para la fijación de nitrógeno en este organismo. Todo esto puede parecer contradictorio a primera vista, porque la enzima responsable de la fijación de nitrógeno, la nitrogenasa, es inhibida de forma irreversible por el oxígeno. La fijación de nitrógeno de Trichodesmium es única entre los diazótrofos porque el proceso ocurre simultáneamente con la producción de oxígeno (a través de la fotosíntesis). En otras cianobacterias, la reducción de N2 y CO2 se separa en el espacio (utilizando heterocistos para proteger a la enzima nitrogenasa del oxígeno) o en el tiempo. Sin embargo, Trichodesmium carece de heterocistos, y sus picos de fijación de nitrógeno ocurren durante las horas del día (después de un flujo diurno iniciado en la mañana, alcanzando una tasa máxima de fijación al mediodía y cesando la actividad por la noche). Además, Trichodesmium utiliza la fotosíntesis para la fijación de nitrógeno al llevar a cabo la reacción de Mehler, durante la cual el oxígeno producido por PSII se reduce nuevamente después de PSI. Esta regulación de la fotosíntesis para la fijación de nitrógeno implica un acoplamiento rápidamente reversible de su antena captadora de luz, los ficobilisomas, con PSI y PSII.
Desde la primera realización de este enigma, Trichodesmium ha sido el foco de muchos estudios para tratar de descubrir cómo la fijación de nitrógeno puede ocurrir en presencia de producción de oxígeno sin ninguna estructura aparente que separe los dos procesos.

## Ecología

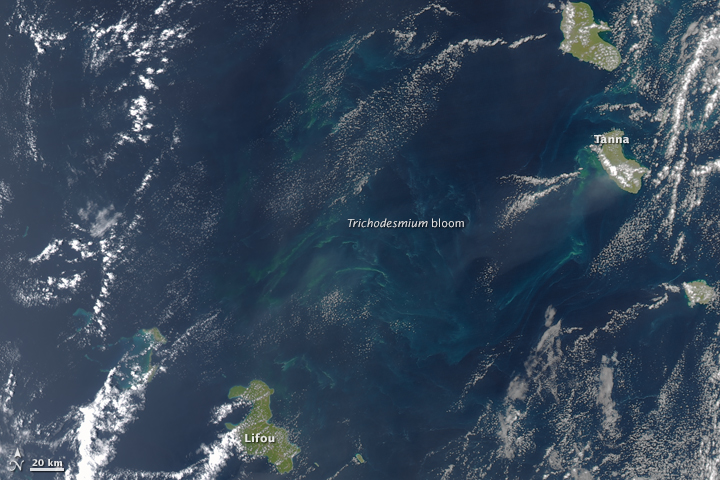
Floración de Trichodesmium erythraeum, entre Vanuatu y Nueva Caledonia, SW del Océano Pacífico.

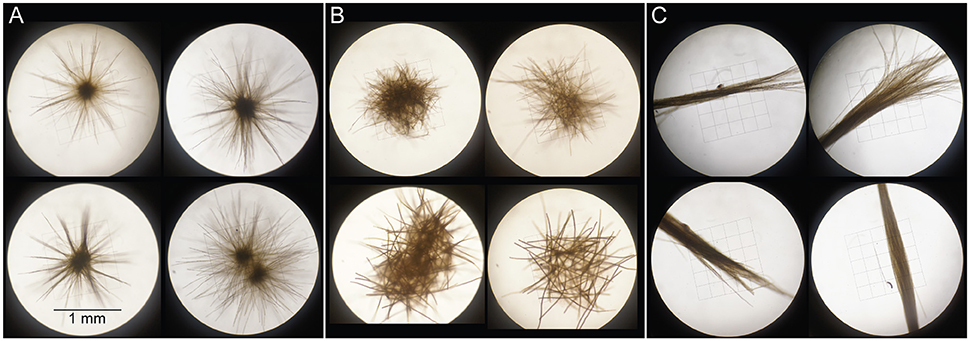
Morfologías:

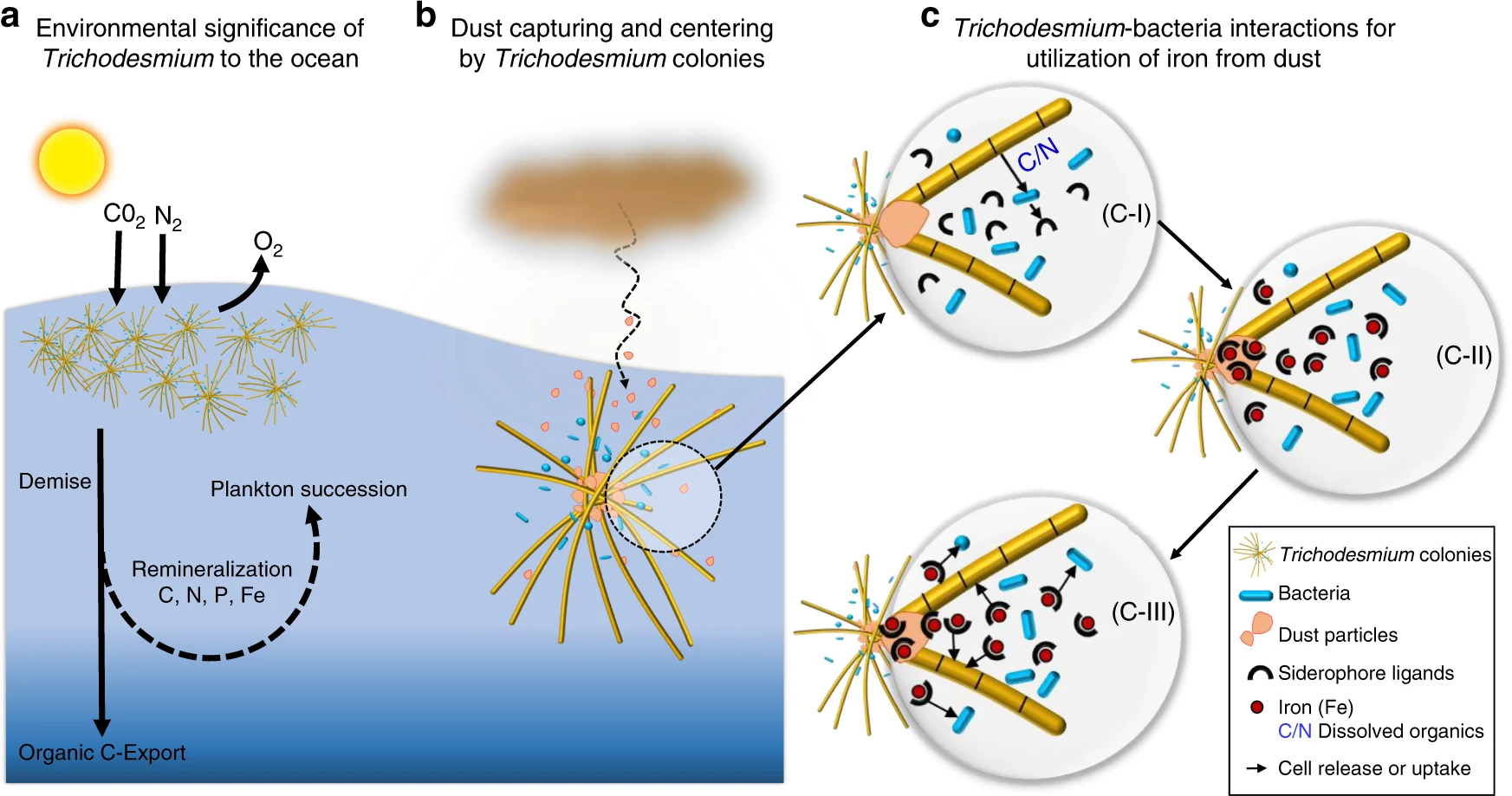
La cianobacteria fijadora de N_{2} Trichodesmium spp., que normalmente se encuentra en aguas tropicales y subtropicales, posee una gran importancia ecológica fertilizando el océano con nutrientes.
b. Trichodesmium puede formar grandes capas de afloramiento superficial de algas en regiones del océano de pocos nutrientes y grandes deposiciones de hierro en partículas de polvo, parcialmente debido a su particular habilidad de capturar hierro, atraerlo al centro de la colonia y finalmente disolverlo para absorberlo.
c. Método propuesto para la captura de hierro ligado a partículas de polvo: Bacterias que residen dentro de la colonia de Trichodesmium producen sideroforos (C-I) que reaccionan con las partículas de polvo en la centro de la colonia y generan hierro disuelto Fe (C-II). Este hierro disuelto, ligado por sideroforos, se capta por ambos Trichodesmium y sus bacterias residentes (C-III), resultando en un beneficio mutuo para ambos componentes del consorcio.

Trichodesmium se encuentra en aguas oligotróficas, a menudo cuando las aguas están en calma y la profundidad de la capa de mezcla es poco profunda (alrededor de 100 m). Trichodesmium se encuentra principalmente en agua entre 20 y 34 °C y se encuentra con frecuencia en los océanos tropicales y subtropicales en las corrientes fronterizas occidentales. Su presencia es más pronunciada en aguas pobres en nitrógeno y se puede ver fácilmente cuando se forman las floraciones, atrapando grandes colonias de Trichodesmium en la superficie.
Como diazótrofo, Trichodesmium aporta una gran parte del nuevo nitrógeno del ecosistema marino, que se estima produce entre 60 y 80 Tg de nitrógeno al año. El nitrógeno fijado por Trichodesmium puede ser utilizado directamente por la célula, entrar en la cadena alimentaria a través de herbívoros, liberarse en piscinas disueltas o exportarse a las profundidades del mar.
En comparación con el fitoplancton eucariótico, Trichodesmium tiene una tasa de crecimiento lenta, que se ha planteado como una adaptación a la supervivencia en condiciones de alta energía pero bajos nutrientes de aguas oligotróficas. La tasa de crecimiento está limitada por las concentraciones de hierro y fosfato en el agua. Para obtener estos nutrientes limitantes, Trichodesmium puede regular la flotabilidad usando su vacuola de gas y moverse verticalmente a lo largo de la columna de agua, recolectando nutrientes.

### Colonias
Se han descrito varias especies de Trichodesmium en función de la morfología y la estructura de las colonias formadas. Las colonias pueden consistir en agregados de varios a varios cientos de tricomas y formar colonias fusiformes (llamadas "Tufts" o "Mechones") cuando se alinean en paralelo, o colonias esféricas o en forma de estrella (llamadas "Puffs") cuando se alinean radialmente.
Se ha demostrado que las colonias de Trichodesmium tienen un alto grado de asociación con otros organismos, incluidas bacterias, hongos, diatomeas, copépodos, tunicados, hidrozoos y protozoos, entre otros grupos. Estas colonias pueden proporcionar una fuente de refugio, flotabilidad y posiblemente alimento en las aguas superficiales. La mayoría de estas asociaciones parecen ser comensales, y Trichodesmium proporciona sustrato y nutrición sin obtener ningún beneficio evidente de los organismos que habitan en las colonias.

### Floraciones
Trichodesmium forma flores grandes y visibles en las aguas superficiales. Se han descrito floraciones en el Mar Báltico, el Mar Rojo, el Mar Caribe, el Océano Índico, el Atlántico Norte y Sur y el Pacífico Norte, y frente a la costa de Australia. Una de las primeras floraciones fue descrita por E. Dupont en el Mar Rojo, notada por convertir la superficie del agua en un color rojizo. Se decía que esta floración se extendía unas 256 millas náuticas. La mayoría de las floraciones tienen varios kilómetros de largo y duran de uno a varios meses. Las floraciones pueden formarse en aguas costeras u oceánicas, con mayor frecuencia cuando el agua ha estado quieta durante algún tiempo y las temperaturas de la superficie superan los 27 °C
Las floraciones de Trichodesmium liberan carbono, nitrógeno y otros nutrientes al medio ambiente. Se ha demostrado que algunas especies de Trichodesmium liberan toxinas que causan mortalidad en algunos copépodos, peces y ostras. También se ha atribuido a las floraciones la liberación de la toxina que causa la clupeotoxicidad en los seres humanos después de ingerir peces que han bioacumulado la toxina durante las floraciones de Trichodesmium . El mayor impacto de estas floraciones es probablemente importante para el ecosistema oceánico y es la fuente de muchos estudios. Las floraciones se observan y rastrean utilizando imágenes satelitales donde la vacuola de gas hace que las floraciones de Trichodesmium sean fácilmente detectables.
Se espera que las floraciones puedan aumentar debido a los efectos antropogénicos en los próximos años. La carga de fosfato en el medio ambiente (a través de la contaminación por fertilizantes, la eliminación de desechos y la maricultura) reducirá las restricciones de crecimiento asociadas con el fosfato limitado y probablemente aumentará la ocurrencia de floraciones. Asimismo, se proyecta que el calentamiento global aumentará la estratificación y provocará una reducción de la profundidad de la capa de mezcla. Ambos factores están asociados con las floraciones de Trichodesmium y también pueden causar un aumento en la aparición de floraciones en el futuro.